# Keon Coleman
Keon Coleman (Opelousas, 17 maggio 2003) è un giocatore di football americano statunitense che milita nel ruolo di wide receiver per i Buffalo Bills della National Football League (NFL).

## Carriera universitaria
Nella prima stagione a Michigan State nel 2021, Coleman disputò 10 partite ed ebbe 7 ricezioni per 50 yard e un touchdown. Dopo la stagione disputò sei partite con la squadra di pallacanestro dell'istituto. Nel 2022 divenne titolare e guidò la squadra in yard ricevute. Nel 2023 si trasferì a Florida State in 2023, dove nell'unica annata fu inserito nella formazione ideale dell'Atlantic Coast Conference.

## Carriera professionistica

### Buffalo Bills
Coleman fu scelto nel corso del secondo giro (33º assoluto) del Draft NFL 2024 dai Buffalo Bills. Debuttò come professionista partendo come titolare nella gara del primo turno contro gli Arizona Cardinals ricevendo 4 passaggi per 51 yard dal quarterback Josh Allen. Nel settimo turno ricevette un massimo stagionale di 125 yard nella vittoria sui Tennessee Titans. La sua prestazione gli valse il riconoscimento di rookie della settimana. Nel turno successivo ricevette 5 passaggi per 70 yard e un touchdown nella vittoria esterna sui Seattle Seahawks. La sua stagione da rookie si concluse con 29 ricezioni per 556 yard e 4 marcature in 13 presenze, di cui 12 come titolare.

## Palmarès
- Rookie della settimana: 1

7ª del 2024